# Bassin minier de Kamptee
Le bassin minier de Kamptee est un bassin minier de charbon situé au nord-est de Nagpur dans l'état du Maharashtra en Inde.